# Алоха (фильм)
«Алоха» (англ. Aloha) — американская романтическая комедия-драма продюсера и режиссёра Кэмерона Кроу, которая была выпущена 29 мая 2015 года.
В главных ролях — Брэдли Купер, Эмма Стоун, Рэйчел Макадамс, Билл Мюррей, Джон Красински, Дэнни МакБрайд и Алек Болдуин.
Фильм получил в основном негативные отзывы от критиков и собрал всего $26 миллиона при бюджете в $37 миллионов.

## Сюжет
37-летний дискредитированный американский военный подрядчик и специалист по оружию Брайан Гилкрест не нравится практически всем окружающим его людям. После провала секретной сделки в Афганистане и тяжёлого ранения он лишается своей работы и находится в долгом отпуске, по возвращении из которого пытается вновь заполучить свою должность.
Карсон Уэлш, хозяин частной космической компании, даёт ему последний шанс и отправляет на Гавайи, чтобы он договорился с гавайскими вождями о передаче территории бездействующей военной базы для частного космодрома, а также чтобы он проконтролировал запуск современного спутника-шпиона, спонсированного и построенного им.
Это задание сводит его с девушкой по имени Эллисон — пилотом и капитаном ВВС, полностью преданной своему делу, а также гавайкой, верующей во все мифы и традиции Гавайев. Эллисон, предпочитающую чтобы её называли по фамилии — Энжи (Ng), дают в помощники Гилкресту, но он всячески пытается не обращать на неё внимание, так как привык работать в одиночку.
На острове Гилкрест также встретил свою бывшую возлюбленную — Трейси Вудсайд, с которой не виделся уже более 13-ти лет, живущую с мужем — бывшим сослуживцем Брайана и двумя детьми, Грэйси 13-ти лет и Митчеллом 9-ти лет.
Задача Гилкреста — проконтролировать запуск спутника, но он случайно узнаёт, что внутри спутника находится отсек с ядерным оружием. Сначала его это не волнует, так как чтобы вернуться в дело, ему нужно выполнить поставленную задачу без каких-либо происшествий. Однако позже, под влиянием Энжи, общения с Трейси и узнаванием, что он — отец Грэйси, а также неравнодушия к гавайским аборигенам, в Гилкресте пробуждается совесть и он меняет своё решение.
Перед запуском спутника обнаруживается, что китайцы пытаются взломать управление спутником, но Гилкресту удаётся ликвидировать угрозу, а после запуска Брайан с помощью своего старого друга на станции дальней космической связи загружает в память спутника вместо программ управления звуковую дорожку, состоящую из записи всех звуков земного шара от старого научно-космического проекта Гилкреста, что приводит к разрушению устройства.
Карсон Уэлш посчитал, что Гилкрест таким образом отомстил ему за то, что он бросил его в Афганистане. Генерал Диксон отчитывает Гилкреста, уведомляя о том, что на самом деле на спутнике находилось устройство для раздачи сети над бедными районами Африки, а не оружие. Но позже правда раскрывается, и Уэлша арестовывают, давая Гилкресту свободу и снимая с него все обвинения.
Позже Гилкрест решает оставить свою работу и остается жить на Гавайях, связывая свою жизнь с капитаном Энжи.

## В ролях
| Актёр                | Роль                                    |
| -------------------- | --------------------------------------- |
| Брэдли Купер         | Брайан Гилкрест                         |
| Эмма Стоун           | Эллисон Энжи                            |
| Рэйчел Макадамс      | Трейси Вудсайд                          |
| Билл Мюррей          | Карсон Уэлш                             |
| Джон Красински       | Джон «Вуди» Вудсайд                     |
| Дэнни МакБрайд       | полковник Лейси                         |
| Алек Болдуин         | генерал Диксон                          |
| Билл Кэмп            | Боб Ларджент                            |
| Джейден Либерер      | Митчелл, 9-летний сын Трейси            |
| Даниэль Роуз Расселл | Грэйси, 13-летняя дочь Трейси и Брайана |
| Майк Чернус          | Рой                                     |
| Эди Гатеги           | подполковник Кертис                     |

## Критика
Фильм получил в основном негативные отзывы от критиков. На агрегаторе рецензий Rotten Tomatoes «рейтинг свежести» фильма составляет 20 % на основе 164 отзывов со средней оценкой 4,3 из 10. На сайте Metacritic рейтинг составляет 40 из 100 на основе 36 рецензий, что означает «смешанные или средние отзывы».